# Egon Schein
Egon Schein, född 20 januari 1912 i Kiel, död 14 februari 1977 i Hamburg, var en tysk friidrottare.
Schein blev Europamästare 1934 på 4x100 meter, då han ingick i det tyska segrarlaget tillsammans med Erwin Gillmeister, Gerd Hornberger och Erich Borchmeyer. Scheins främsta distans var 200 meter, där han blev tysk mästare 1934 och 1936, samt deltog i OS 1936.